# Édéa
 (décembre 2019).
Si vous disposez d'ouvrages ou d'articles de référence ou si vous connaissez des sites web de qualité traitant du thème abordé ici, merci de compléter l'article en donnant les références utiles à sa vérifiabilité et en les liant à la section « Notes et références ».

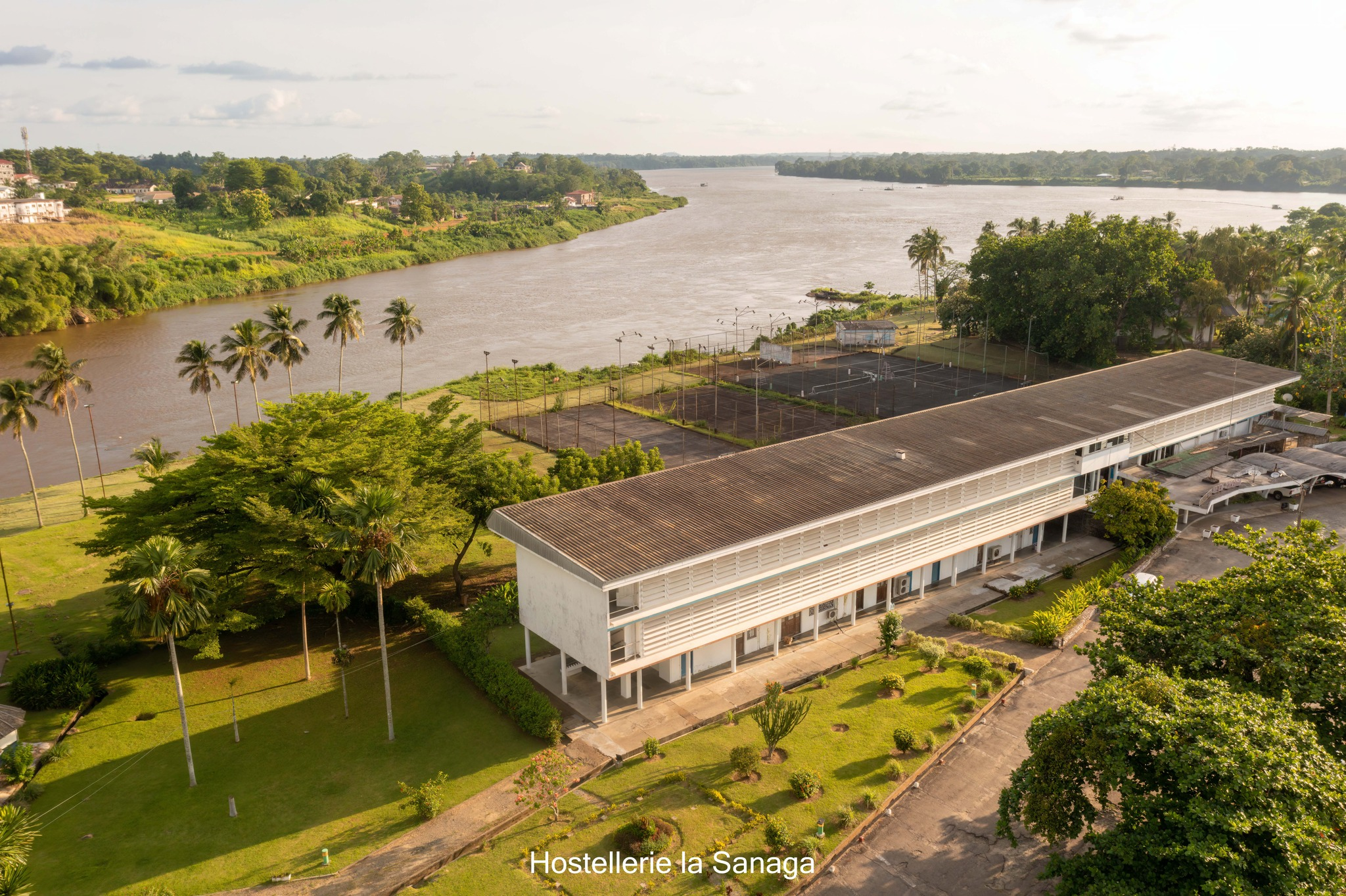
[https://mfivevirtual.net/hostellerie-de-la-sanaga Hostellerie de la Sanaga.

Édéa est une communauté urbaine, chef-lieu du département de la Sanaga-Maritime dans la région du Littoral au Cameroun.  

## Géographie

### Situation
Située sur la route nationale 3 à 61 km au sud-est du chef-lieu régional Douala, la ville est un des rares points de passage permettant le franchissement de la Sanaga entre Douala et Yaoundé.
La ville s'est développée à partir des années 1950 grâce à sa zone industrielle sur le fleuve Sanaga et le long du Transcamerounais, chemin de fer reliant Douala à Yaoundé.
Aux alentours de la cité, se trouvent de nombreuses fermes cultivant bananiers, palmiers ou cacaoyers. La Communauté urbaine d'Edéa se trouve à la commune d'arrondissement d'Edéa 1. La commune d'arrondissement d'Edéa 1 est limitrophe au nord de la mairie de Ngwei, au sud de Edéa 2 et à l'est de la mairie de Fifinga. Edéa est composé essentiellement de 3 cantons, le canton Adiè , le canton Yassoukou  et le canton Malimba d'Edéa . La population d'Edéa est essentiellement rurale. Edéa abrite également la Chefferie supérieure du 1er degré avec Sa Majesté Tchombé Dong Willam comme chef Adiè et deux Chefferies de supérieures de 2nd degré avec Sa Majesté Bayeme Ndjembe Gabriel de Yassoukou et Sa Majesté Matanda Jacques Chef du canton Malimba d'Edéa .

### Climat
Le climat de la ville d'Edéa est un climat tropical. La température moyenne annuelle est de 26.5°C. Le mois le plus chaud est le mois de février avec une température moyenne de 26.7°C et le mois le plus froid est le mois d'août avec une température moyenne de 24.2°C. 

### Infrastructures
Un pont allemand d'Édéa a été jusqu'au début des années 1980, l'unique point de passage du train, des véhicules et des piétons, sur une seule voie. Il vient d'être aménagé en piste cyclable.
Edéa est une ville industrielle connue principalement pour son industrie de l'aluminium. Une usine fut implantée sur une île formée par un bras de la Sanaga pour profiter d'une chute d'eau permettant de produire de l'électricité grâce au barrage hydroélectrique d'Édéa. Ce fut pour cette raison la première ville électrifiée du Cameroun et fournira 80% de l'électricité du pays lui valant ainsi le nom de "Ville Lumière". La production d'aluminium a commencé en 1957, l'usine appartenant alors à la Compagnie camerounaise d'aluminium (Alucam), une société créée conjointement par Pechiney et Ugine. Il y a aussi une industrie mécanique et une mine de bauxite.

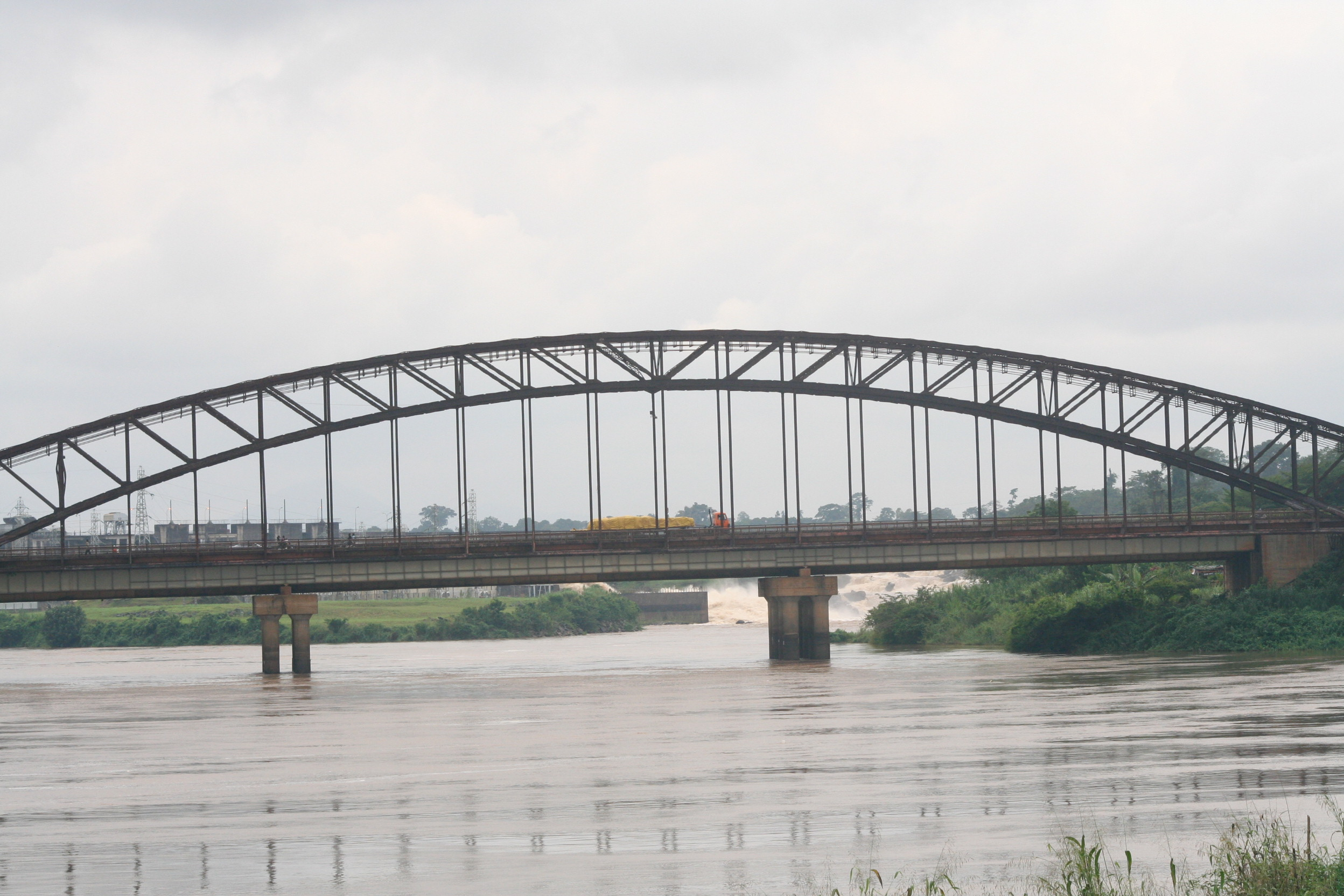
Pont allemand d'Édea - vue depuis le marché.
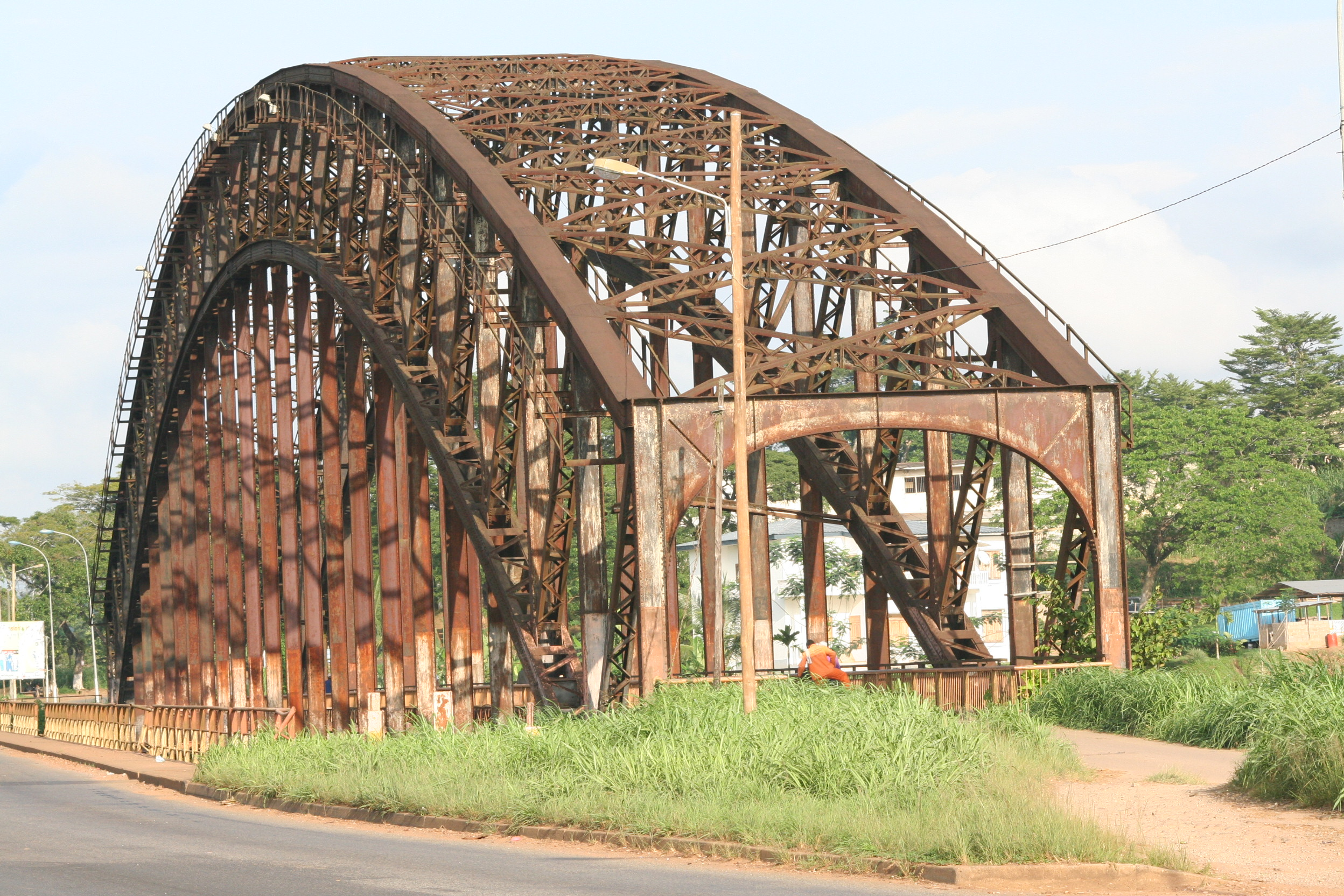
Pont allemand d'Édea - vue de face.
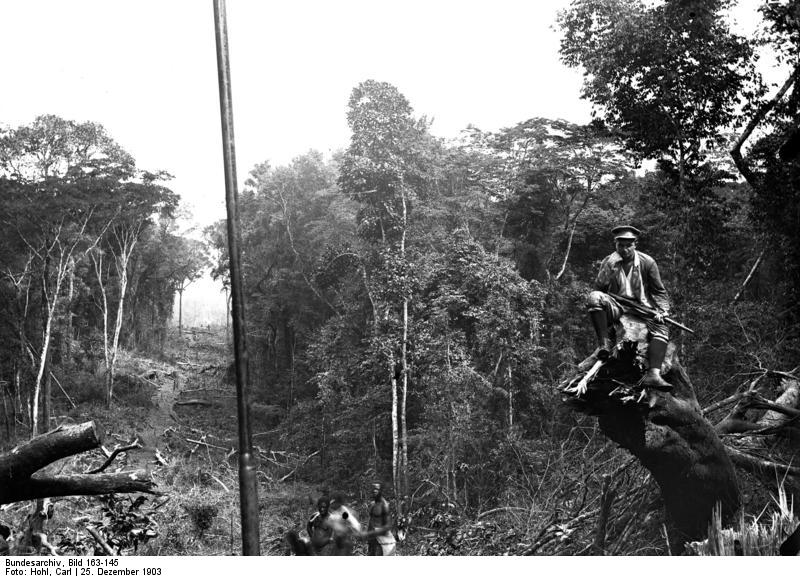
Ligne téléphonique entre Edéa et Douala.
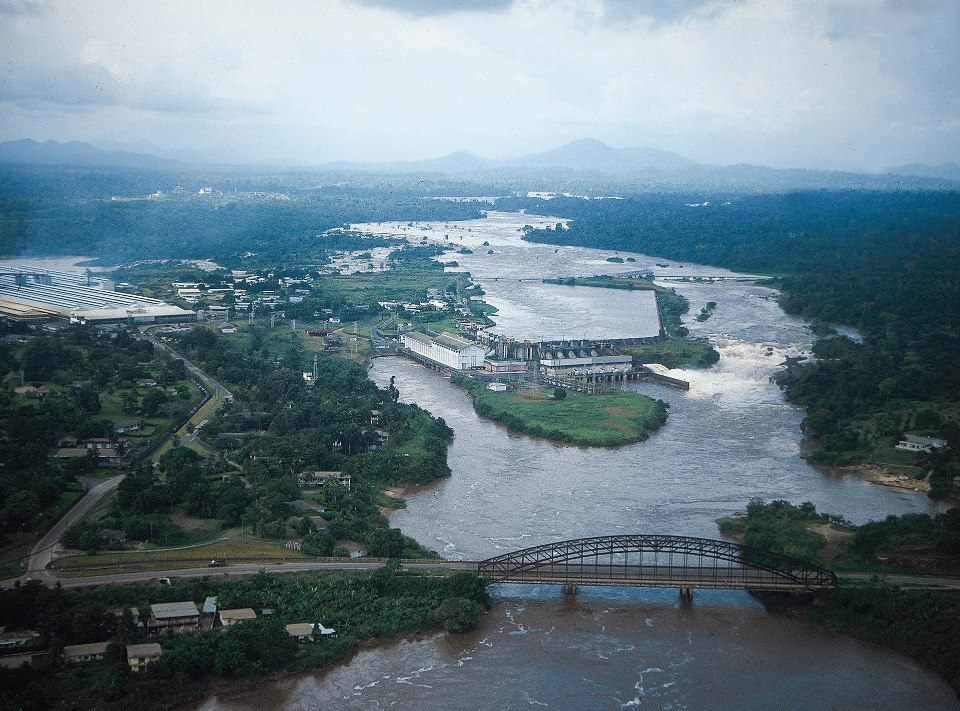
Vue aérienne de la zone industrielle.
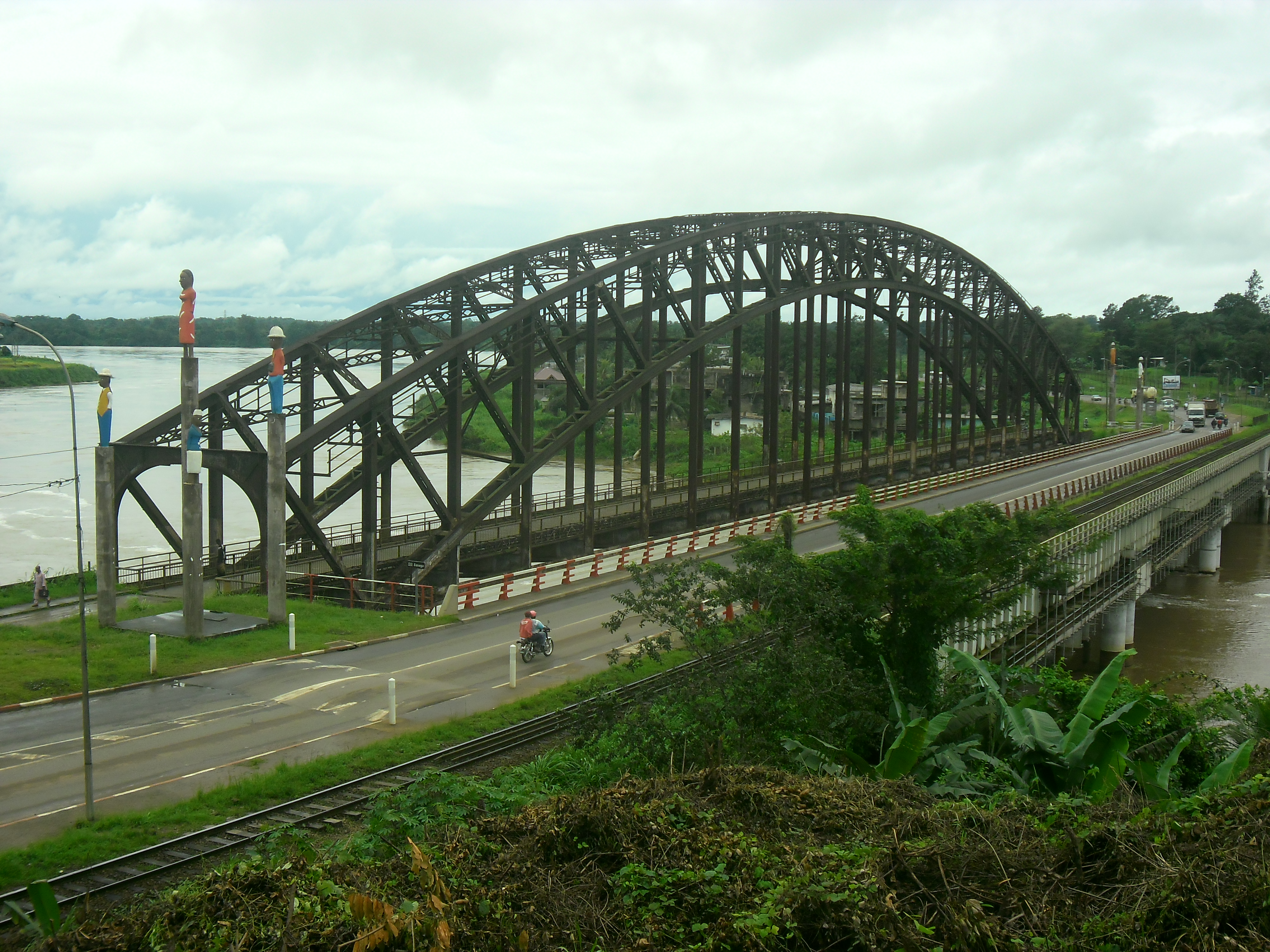
Pont sur la Sanaga.

### Villages
Les deux communes d'arrondissement incluent également les villages suivants :
Édéa Ier
- Abbe
- Appouh
- Batombé
- Dehane
- Ekoth
- Elogkam
- Koukoue
- Lom Édéa
- Mbengue
- Metounga
- Ndogkohi
- Ndogtima-Nyong
- Nkankanzock
- Ntoumba
- Nzock Nkong
- Okoth
- Ongande
- Ongue
- Yabi Mapan
- Yambong
- Yawanda

Édéa IIe
- Bilalang Pont
- Dikous
- Dissat
- Ekite
- Malimba I
- Malo
- Masseng
- Mpombo
- Ndjong
- Ndogbiang
- Ndogtimacrique
- Ngonga
- Poko
- Pout-Loloma

## Administration
Le 23 avril 2007, par décret no 2007/115, le chef de l’État, Paul Biya créait 51 nouveaux arrondissements, ce qui porte le nombre total de ces unités administratives à 319 sur l’ensemble du territoire camerounais. Édéa (Région du Littoral) se compose de deux arrondissements à savoir Édéa 1 et Édéa 2.
| Commune  | Chef-lieu | Superficie (km2) | Population (2018) | Groupements                                              |
| -------- | --------- | ---------------- | ----------------- | -------------------------------------------------------- |
| Édéa 1er | Pongo     | 1 009            | 64 761            | Édéa Ville • Bakoko Adié • Yassoukou                     |
| Édéa 2e  | Ékité     | 781              | 13 539            | Édéa Ville • Longasse • Malimba • Ndogbianga • Yassoukou |
| Édéa     |           | 1 790            | 78 330            |                                                          |

La commune mixte urbaine d'Édéa est créée en 1950. La commune rurale est instaurée en 1956. La commune urbaine est instituée à partir de 1996. Depuis 2008, la Communauté Urbaine d'Edéa (CUED) constituée de deux communes d'arrondissement est dirigée par un délégué du gouvernement puis par un maire élu à partir de 2020. 
| Période          | Période          | Identité               | Étiquette | Qualité                 |
| ---------------- | ---------------- | ---------------------- | --------- | ----------------------- |
| 31 aout 1958     | Novembre 1963    | Henri Dikanda          | UNC       |                         |
| 24 novembre 1963 | Octobre 1969     | Simon Abbé Mboglé      | UNC       |                         |
| 12 octobre 1969  | Juillet 1987     | François-Xavier Mbouma | UNC       |                         |
| 31 juillet 1987  | 24 décembre 1996 | François Eyiké         | RDPC      |                         |
| février 1996     | 1er mars 1996    | Luc Loe                |           | Délégué du gouvernement |
| 7 décembre 1997  | 7 septembre 2001 | Luc Loe                |           | Délégué du gouvernement |
| 2001             | 2003             | Emmanuel Minoué        |           | Délégué du gouvernement |
| 15 décembre 2003 | 25 février 2020  | Dieudonné Nzoké        |           | Délégué du gouvernement |
| 25 février 2020  | En cours         | Emmanuel Albert Nlend  | RDPC      | Maire                   |

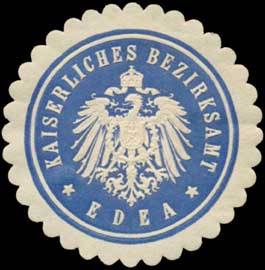
Cachet de scellement

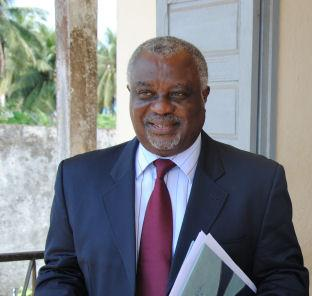
Dieudonné Nzoke, délégué du gouvernement (2003-2020).
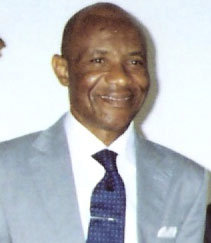
Jacques Etamé, ancien maire d'Édéa 1er.

## Chefferies traditionnelles
La ville d'Édéa compte quatre chefferies : l'unique chefferie traditionnelle de 1er degré du département de la Sanaga maritime et trois chefferies de 2e degré.
- Chefferie 1er degré Bakoko-Adiè
- Chefferie 2e degré Malimba
- Chefferie 2e degré Bakoko-Yasuku
- Chefferie 2e degré Ndogbianga

## Démographie
L'évolution démographique est relevée par les recensements de la population.
| 1976   | 1987   | 2001    |
| ------ | ------ | ------- |
| 25 400 | 50 700 | 122 300 |

## Éducation

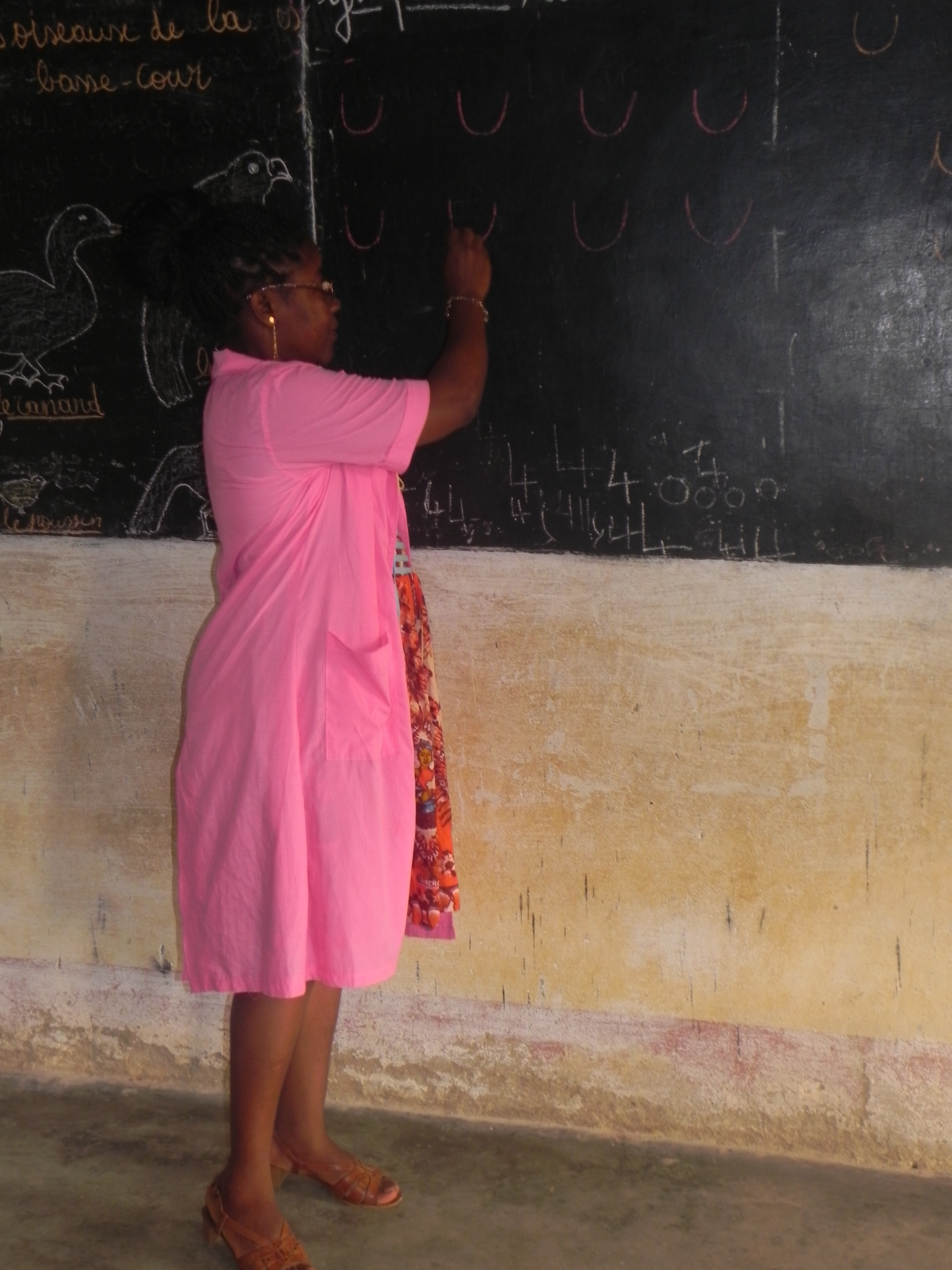
Enseignante du primaire à Edéa au Cameroun.

Sur le plan éducatif, Édéa est dotée d'importantes infrastructures scolaires et d'enseignants qualifiés.

### Écoles maternelles
La ville compte plusieurs écoles maternelles publiques et privées : dix (10) écoles francophones, une (1) école anglophone, trois (3) écoles catholiques , une (1) école protestante et six (6) écoles laïques.

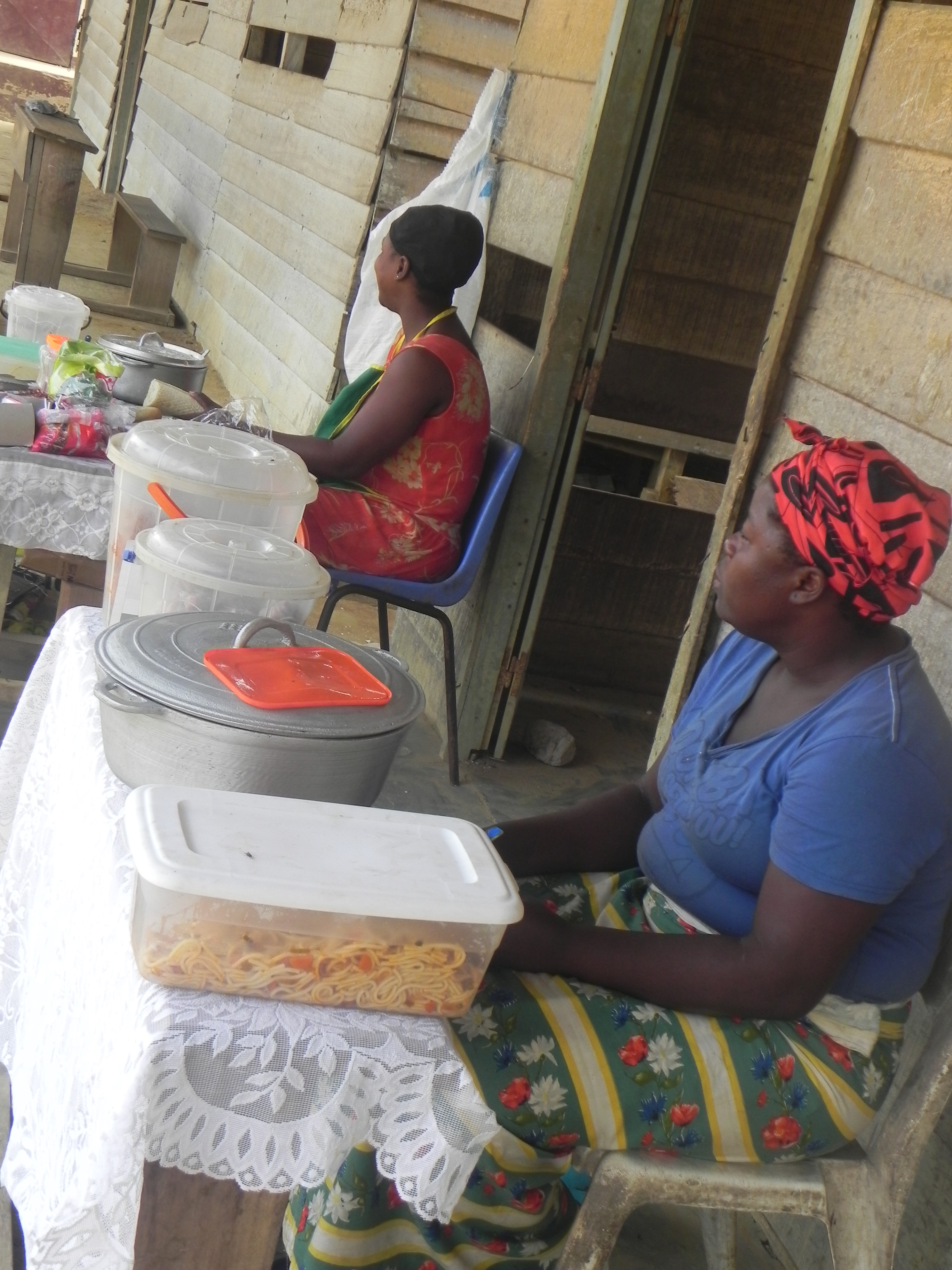
Vendeuses dans une école primaire à Edéa au Cameroun

### Écoles Primaires
La ville compte plusieurs écoles primaires publiques et privées : trente quatre (34) écoles francophones, trois (3) école anglophone, trois (3) écoles catholiques , deux (2) écoles protestantes et trois (3) écoles laïques.

## Culture

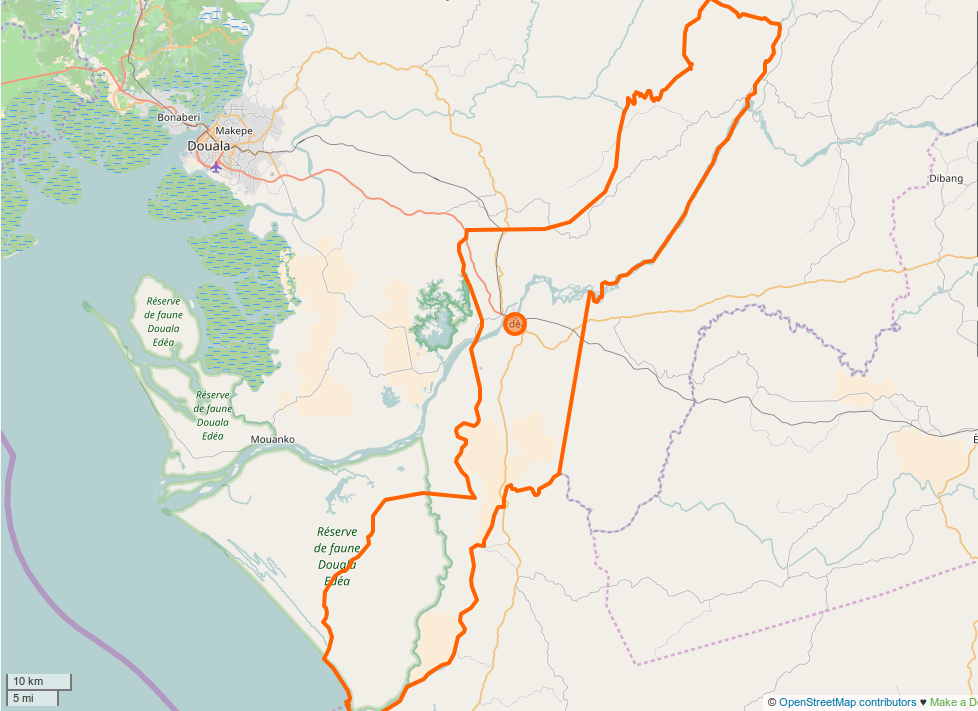
Limite communale.

Édéa est l'une des villes du Cameroun qui abrite chaque année un évènement culturel de renommée nationale et même internationale. Cet évènement c'est le Mpoo. Regroupant les fils Mpoo, il se célèbre pendant le mois de décembre. Il se manifeste par une foire culturelle et plusieurs activités telles que la course de pirogues, l'élection de miss Mpoo, la lutte traditionnelle et autres. Toutes ces activités servent à pérenniser la culture Mpoo.

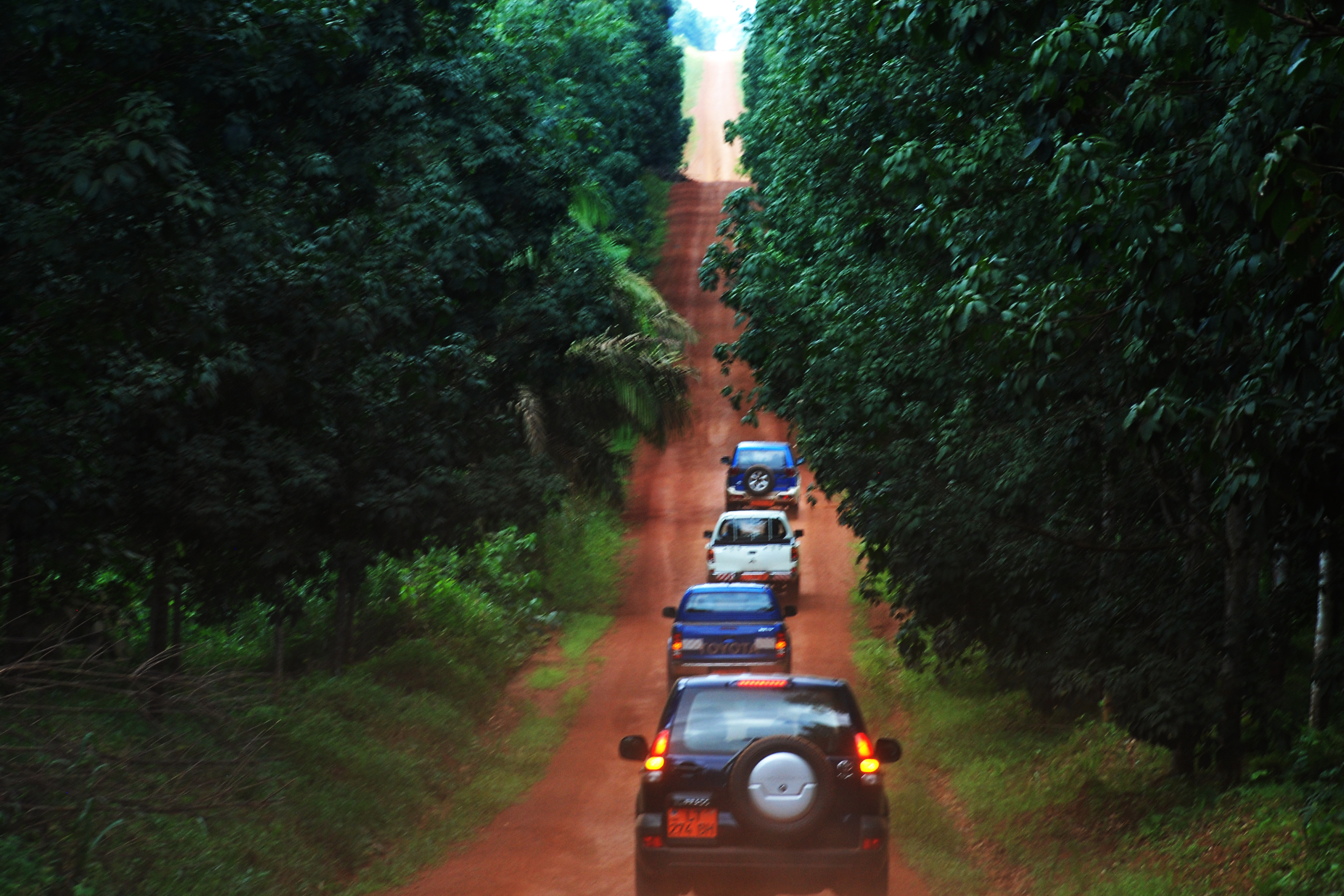
Route en terre de Dizangué à Edéa au Cameroun

Qui sont les Elog-Mpoo ? Lorsque les locuteurs de la langue bakoko utilisent le préfixe Elog, ils pensent "ceux de...", "les gens de...". Ce préfixe s'utilise généralement pour parler des hommes ou des peuples, et s'entend, les descendants ou ceux de la famille de... Il se rattache par conséquent toujours à une personne physique, ancêtre éponyme proche ou éloigné d'un groupe. Selon l'idiome utilisé bakoko , il se décline dans les variantes Elog..., Ya ou encore Ndog. Dans le cas particulier des Elog Mpoo, cette appellation n'est pas entièrement juste parce qu'elle rassemble sous le même patronyme les descendants de Mpoo lui-même, ceux de ses collatéraux (les Badjob, descendants de Njob Mbang, les Bisso'o, descendants Nso'o Mbang, les Yapeke, descendants de Peke Mbang, et même ceux de ses parents proches, oncles ou cousins selon les chercheurs, les Mbang). Cet amalgame apparent est cependant justifié par un usage coutumier qui regroupe autour d'un homme illustre l'ensemble de sa famille, voire de son lignage. Les Elog-Mpoo sont donc un ensemble de 14 lignages majeurs aujourd'hui considérés comme des clans. Dans l'ordre alphabétique, les clans Mpoo sont les suivants : les Adie, les Badjob, les Bakoko du Moungo, les Bakoko du Wouri, les Bisso'o, les Dibom, les Mbang, les Ndog Bisso'o, les Ndonga, les Yabii, les Yakalag, les Yambong, les Yasuku et les Yawanda.

## Religion

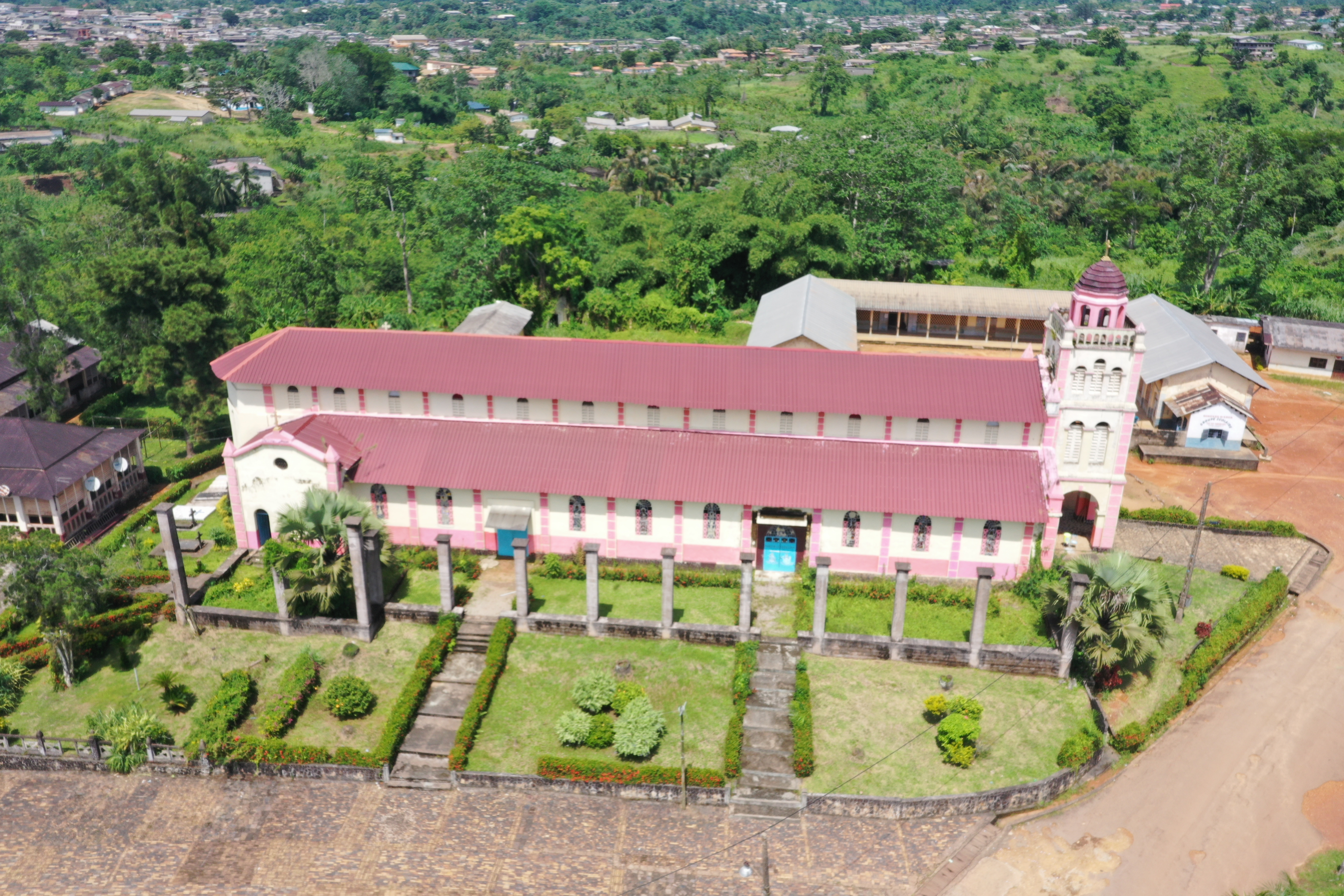
Vue panoramique en plongée de la cathédrale Simbanematick à Edéa au Cameroun

Le catholicisme camerounais est né sur les rives de la Sanaga avec l'arrivée des pères pallottins allemands à Marienberg, en octobre 1890. La mission catholique d'Édéa est fondée l'année suivante en août 1891. Les Pères Vieter et Walter sont accueillis par le roi Bome d'Édéa, ce dernier avait refusé leur installation en 1890, alors qu'ils cherchaient le lieu d'établissement de la première station missionnaire catholique camerounaise. La ville est avec sa cathédrale du Sacré-Cœur d'Édéa le siège d'un diocèse catholique érigé en 1993 par le Pape Jean-Paul II.

## Politique

### A Édéa1er
Le nombre de conseillers municipaux : 25

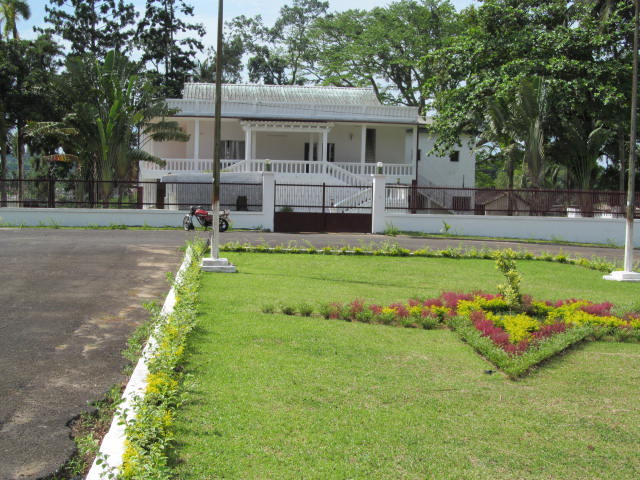
Maison coloniale servant à l'administration à Edéa au Cameroun

Configuration politique du conseil municipal (nombre de conseillers municipaux par parti en 2016) :
- RDPC : 19 ;
- MLDC : 3 ;
- UPC : 2 ;
- SDF : 1.

### A Édéa2e
En 2016, Édéa 2e compte 25 conseillers municipaux. La totalité d'entre eux est originaire du RDPC.

## Santé

### Centres de santé intégrés

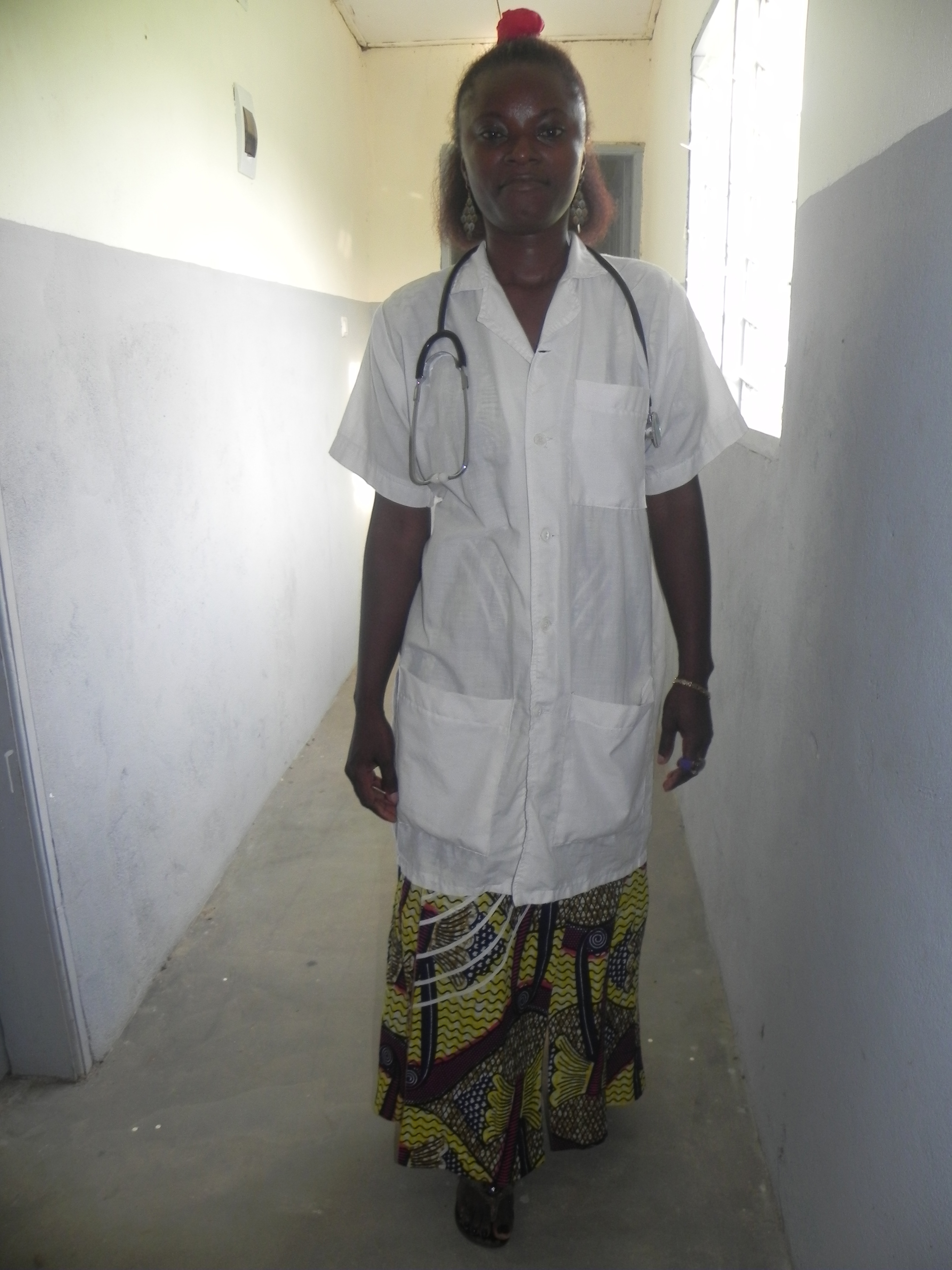
Jeune infirmière à Edéa au Cameroun

- C.S.I Beon
- C.S.I Dehane
- C.S.I Delangue (CMA)
- C.S.I Batombe

C.S.I Plateau Administratif

### Centres de santé
- C.S. EPC Elogbele
- C.S. ALUCAM

### Dispensaires
- Dispensaire Catholique ferme Suisse
- Dispensaire AES/SONEL
- Dispensaire garnison
- Dispensaire St Joseph
- Dispensaire Ad Lucem
- Dispensaire SOCAPALM

### Cliniques
- Clinique La Pitié
- Clinique Suzanne MPOUMA
- Cabinet Médical T. Charles
- C.D.S.M.

### Hôpital
- Hôpital régional annexe d’Edéa

### Pharmacies
- Pharmacie Ambre
- Nouvelle Pharmacie de la Sanaga
- Pharmacie du Peuple

## Économie

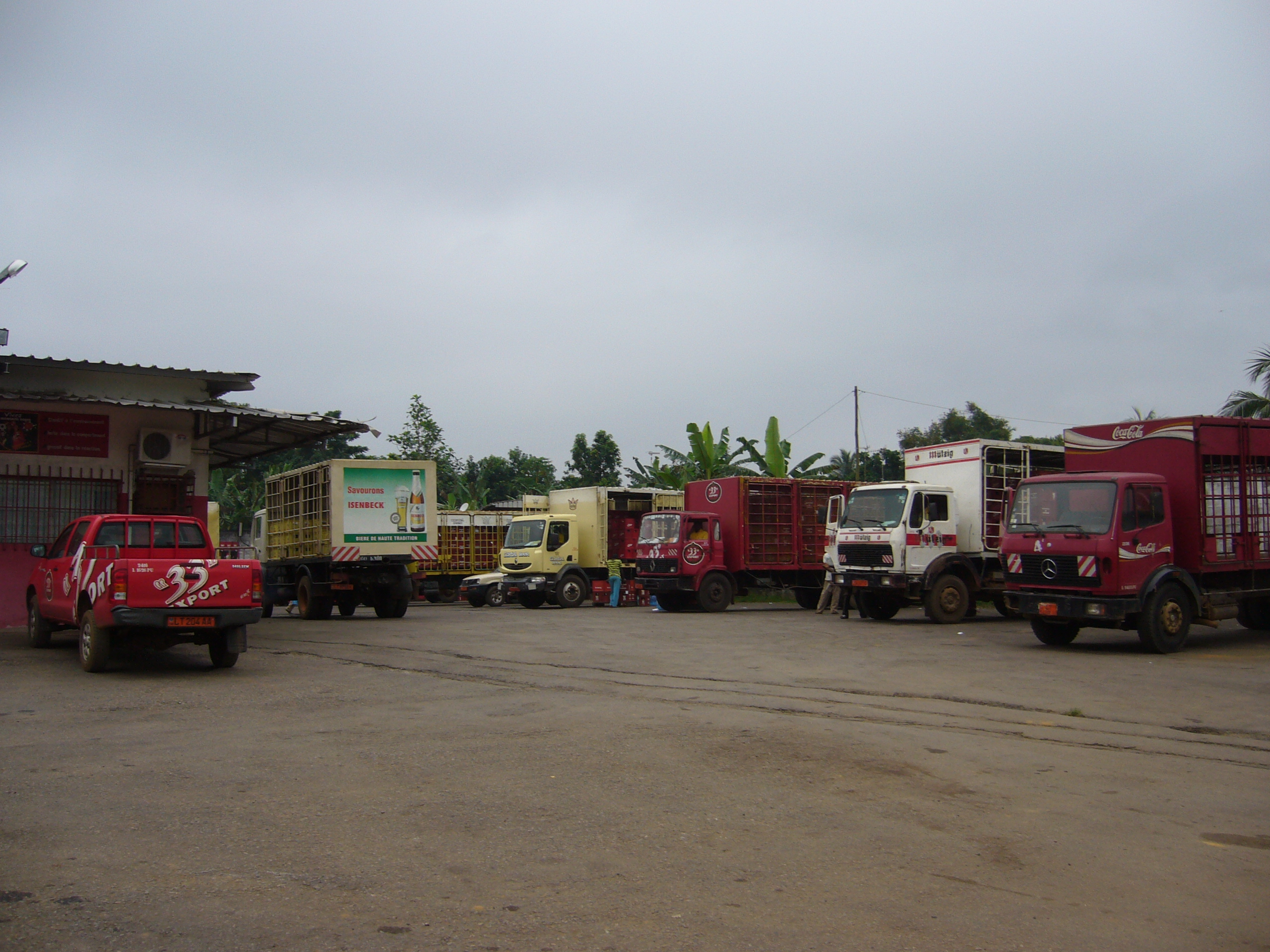
Les camions de livraison de marchandises à Edéa au Cameroun

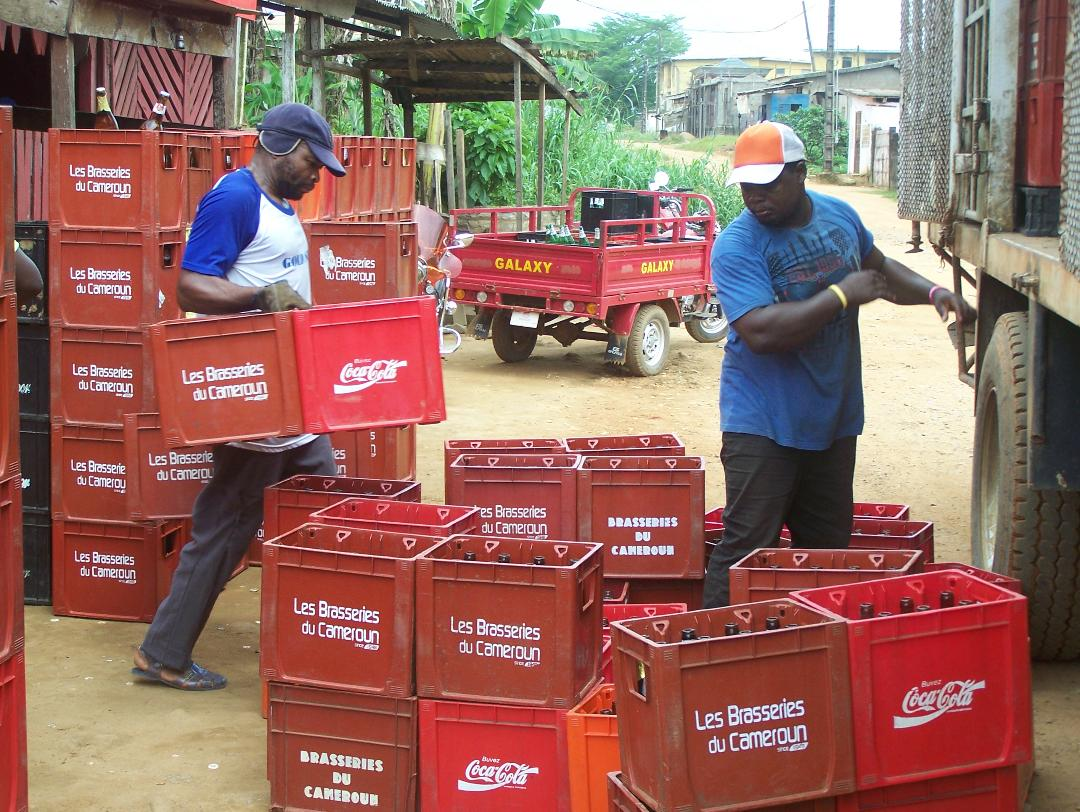
Livraison de boisson à Edéa au Cameroun

La zone industrielle d'Édéa avec son barrage hydroélectrique mis en service en 1954 et l'usine de la Compagnie camerounaise d'aluminium (Alucam) produisant de l'aluminium depuis 1957, constituent un des premiers sites industriels d'Afrique centrale.

## Personnalités nées à Édéa
- Pierre-Célestin Nkou (1927-1983), évêque
- Meinrad Hebga (1928-2008), prêtre et anthropologue
- Émile Kangue (1953-), chanteur et musicien
- Marie Claire Dati (1952-), poétesse et dramaturge
- Benjamin Massing (1962-), footballeur
- Ruben Boumtje-Boumtje (1978-), basketteur
- Innocent Hamga (1981-), footballeur
- Jacques Momha (1982-), footballeur
- Patrice M'Bock (1983-), footballeur
- Candace Nkoth Bisseck (1983-), femme d'affaires
- Yves Ngue Ngock (1989-), coureur cycliste
- Arnold Temanfo (1993-), footballeur

## Personnalités liées à Édéa
- Georg Schürle, missionnaire protestant allemand de la Mission de Bâle, en poste à Édéa
- Téclaire Bille (1988-2010), footballeuse, morte à Édéa
- Irène Josianne Ngouhada (1978- ), autrice camerounaise, née à Édéa.